# Georg Danzer/Diskografie
Diese Diskografie ist eine Übersicht über die musikalischen Werke des österreichischen Liedermachers Georg Danzer. Den Schallplattenauszeichnungen zufolge hat er bisher mehr als 70.000 Tonträger verkauft.

## Alben

### Studioalben
| Jahr | Titel                                 | Höchstplatzierung, Gesamtwochen, AuszeichnungChartplatzierungen (Jahr, Titel, Platzierungen, Wochen, Auszeichnungen, Anmerkungen) | Höchstplatzierung, Gesamtwochen, AuszeichnungChartplatzierungen (Jahr, Titel, Platzierungen, Wochen, Auszeichnungen, Anmerkungen) | Höchstplatzierung, Gesamtwochen, AuszeichnungChartplatzierungen (Jahr, Titel, Platzierungen, Wochen, Auszeichnungen, Anmerkungen) | Anmerkungen                                                                             |
| Jahr | Titel                                 | DE | AT | CH | Anmerkungen                                                                             |
| ---- | ------------------------------------- | --- | --- | --- | --------------------------------------------------------------------------------------- |
| 1973 | Honigmond                             | — | AT16 (1 Wo.)AT | — | Charteinstieg bei Vinyl-Wiederveröffentlichung 2022                                     |
| 1974 | Der Tätowierer und die Mondprinzessin | — | AT10 (1 Wo.)AT | — | Charteinstieg bei Vinyl-Wiederveröffentlichung 2024                                     |
| 1975 | Ollas leiwaund                        | — | AT3 (16 Wo.)AT | — |                                                                                         |
| 1978 | Narrenhaus                            | — | AT16 (4 Wo.)AT | — |                                                                                         |
| 1981 | Ruhe vor dem Sturm                    | DE15 (33 Wo.)DE | AT8 (10 Wo.)AT | — |                                                                                         |
| 1982 | Jetzt oder nie                        | DE36 (9 Wo.)DE | AT17 (4 Wo.)AT | — |                                                                                         |
| 1983 | Und so weiter                         | — | AT12 (6 Wo.)AT | — |                                                                                         |
| 1984 | Menschliche Wärme                     | — | — | CH25 (1 Wo.)CH |                                                                                         |
| 1993 | Nahaufnahme                           | — | AT33 (1 Wo.)AT | — |                                                                                         |
| 1995 | Große Dinge                           | — | AT28 (3 Wo.)AT | — |                                                                                         |
| 1999 | Atemzüge                              | — | AT37 (2 Wo.)AT | — |                                                                                         |
| 2001 | 13 schmutzige Lieder                  | — | AT8 (16 Wo.)AT | — | Höchstplatzierung bei Wiedereintritt 2022, davor hatte das Album 2001 Platz 33 erreicht |
| 2004 | Persönlich                            | — | AT23 (6 Wo.)AT | — |                                                                                         |
| 2005 | Von Scheibbs bis Nebraska             | — | AT4 (9 Wo.)AT | — |                                                                                         |
| 2006 | Träumer                               | — | AT11 (20 Wo.)AT | — |                                                                                         |

grau schraffiert: keine Chartdaten aus diesem Jahr verfügbar
Weitere Studioalben
- 1972: Der Tschik
- 1975: Danzer, Dean & Dracula
- 1976: Du mi a
- 1977: Unter die Haut
- 1978: Ein wenig Hoffnung
- 1979: Feine Leute
- 1979: Notausgang
- 1980: Traurig aber wahr
- 1984: Weiße Pferde
- 1985: Alles aus Gold
- 1986: Danzer
- 1987: Liebes Leben!
- 1989: Rufze!chen
- 1990: Wieder in Wien
- 1991: Keine Angst
- 1992: Kreise
- 1997: $ex im Internet

### Livealben
| Jahr | Titel                                                    | Höchstplatzierung, Gesamtwochen, AuszeichnungChartplatzierungen (Jahr, Titel, Platzierungen, Wochen, Auszeichnungen, Anmerkungen) | Höchstplatzierung, Gesamtwochen, AuszeichnungChartplatzierungen (Jahr, Titel, Platzierungen, Wochen, Auszeichnungen, Anmerkungen) | Höchstplatzierung, Gesamtwochen, AuszeichnungChartplatzierungen (Jahr, Titel, Platzierungen, Wochen, Auszeichnungen, Anmerkungen) | Anmerkungen                                        |
| Jahr | Titel                                                    | DE | AT | CH | Anmerkungen                                        |
| ---- | -------------------------------------------------------- | --- | --- | --- | -------------------------------------------------- |
| 1981 | Direkt                                                   | — | AT59 (3 Wo.)AT | — | Live-Mitschnitt Tournee 81 Köln, Bonn, Heidelberg  |
| 2002 | Sonne & Mond – Lieder & Geschichten aus 30 Jahren – Live | — | AT59 (3 Wo.)AT | — |                                                    |
| 2006 | Gute Unterhaltung                                        | — | AT16 (9 Wo.)AT | — | Die besten Lieder und Geschichten                  |
| 2008 | Und manchmal kanns auch regnen                           | — | AT3 Gold · (20 Wo.)AT | — | Das Konzert aus der Wiener Stadthalle vom 16.04.07 |
| 2016 | Lass mi amoi no d’Sunn aufgeh’ segn – Konzert-Höhepunkte | — | AT11 (4 Wo.)AT | — |                                                    |

grau schraffiert: keine Chartdaten aus diesem Jahr verfügbar
Weitere Livealben
- 1980: Danzer Live – Tournee ’79
- 1991: Echt Danzer! – Solo
- 2002: Ausverkauft! – (als DBB zusammen mit Ulli Bäer und Andy Baum)

### Kompilationen
| Jahr | Titel                                                 | Höchstplatzierung, Gesamtwochen, AuszeichnungChartplatzierungen (Jahr, Titel, Platzierungen, Wochen, Auszeichnungen, Anmerkungen) | Höchstplatzierung, Gesamtwochen, AuszeichnungChartplatzierungen (Jahr, Titel, Platzierungen, Wochen, Auszeichnungen, Anmerkungen) | Höchstplatzierung, Gesamtwochen, AuszeichnungChartplatzierungen (Jahr, Titel, Platzierungen, Wochen, Auszeichnungen, Anmerkungen) | Anmerkungen                                                                         |
| Jahr | Titel                                                 | DE | AT | CH | Anmerkungen                                                                         |
| ---- | ----------------------------------------------------- | --- | --- | --- | ----------------------------------------------------------------------------------- |
| 1976 | Jö schau… Seine größten Erfolge                       | — | AT17 (8 Wo.)AT | — |                                                                                     |
| 1996 | Die größten Hits aus 25 Jahren                        | — | AT22 (7 Wo.)AT | — |                                                                                     |
| 1997 | Top – Drei                                            | — | AT22 (8 Wo.)AT | — | mit Wolfgang Ambros & Rainhard Fendrich Chartseinstieg: 2018                        |
| 2007 | Raritäten II                                          | — | AT16 (12 Wo.)AT | — |                                                                                     |
| 2011 | Wann i so z’ruckschau – Die ultimative Liedersammlung | — | AT3 Gold · (31 Wo.)AT | — |                                                                                     |
| 2014 | Jö schau...                                           | — | AT65 (2 Wo.)AT | — | Charteinstieg: 2020                                                                 |
| 2015 | Austropop-Legenden                                    | — | AT43 (2 Wo.)AT | — | Album aus einer Serie von 12 Interpretensamplern                                    |
| 2021 | Zeitlos                                               | — | AT14 (1 Wo.)AT | — | Auf 600 Stück limitiertes rotes Vinyl oder auf 200 Stück limitiertes goldenes Vinyl |
| 2022 | Zeitlos 2                                             | — | AT9 (1 Wo.)AT | — | Auf 700 Stück limitiertes dunkelblaues Vinyl                                        |

grau schraffiert: keine Chartdaten aus diesem Jahr verfügbar
Weitere Kompilationen
- 1976: Des kaun do no ned ollas gwesn sein
- 1978: Liederbuch
- 1979: Georg Danzer
- 1981: Die ersten zwei
- 1984: Die Freiheit
- 1984: Komm’ zieh’ dich aus
- 1985: Ein wenig Liebe
- 1989: Glanzlichter
- 1993: Frieden
- 1993: Überblicke
- 1995: Austrian Private Collection
- 1996: Liedermacher Georg Danzer
- 1997: Die größten Hits der 80er und 90er aus Österreich
- 1998: Top 3 – Zugabe
- 1998: Master Series
- 1998: Bernie’s Pop Collection
- 1998: Die großen Hits
- 1999: Golden Stars – Austro Pop
- 2000: Raritäten
- 2000: Millennium Edition
- 2001: Seine besten Lieder
- 2004: Austropop Collection
- 2004: Austropop Kult
- 2013: AustropopCollection 4 CD Box

## Singles
| Jahr | Titel Album             | Höchstplatzierung, Gesamtwochen, AuszeichnungChartsChartplatzierungen (Jahr, Titel, Album, Platzierungen, Wochen, Auszeichnungen, Anmerkungen) | Anmerkungen                                                          |
| Jahr | Titel Album             | AT | Anmerkungen                                                          |
| ---- | ----------------------- | --- | -------------------------------------------------------------------- |
| 1975 | Jö schau –              | AT1 Gold · (20 Wo.)AT |                                                                      |
| 1976 | So a Dodl mid da Rodl – | AT3 (8 Wo.)AT |                                                                      |
| 1976 | Hupf in Gatsch –        | AT6 (16 Wo.)AT |                                                                      |
| 1983 | Zombieball –            | AT13 (6 Wo.)AT |                                                                      |
| 1984 | Atlantis –              | AT19 (2 Wo.)AT |                                                                      |
| 1985 | Warum? –                | AT1 (14 Wo.)AT | Erstveröffentlichung: 15. April 1985 als Teil von Austria für Afrika |
| 1986 | Doppelgänger –          | AT24 (2 Wo.)AT |                                                                      |

Weitere Singles
| - 1968: Wenn du sagst (es ist aus) – nur als Testpressung - 1968: Vera - 1973: Tschik - 1974: Mitzi - 1974: Die alte Prohaska - 1974: Laß dich tätowieren - 1974: Heute Nacht machen wir es gut - 1974: Kann den Liebe Sünde sein? - 1975: Nackter Mann auf der Reeperbahn - 1976: Auf wos de Fraun ollas schaun - 1976: Wie woa Weihnachten - 1977: Der Mensch braucht a bisserl a Ansprach - 1977: Sex-Appeal - 1977: Schorsch - 1977: Charly - 1977: War das etwa Haschisch? - 1978: Mach dich nicht mit Gewalt kaputt - 1979: Zehn kleine Fixer - 1979: Hurt Me Baby - 1980: Traurig aber wahr - 1981: Frieden - 1982: Jetzt oder nie - 1983: Es ist so schön ein Schwein zu sein - 1984: Weiße Pferde - 1985: Mit letzter Kraft - 1985: Ihr seid alle so normal | - 1986: Wien - 1986: Du fehlst mir so - 1987: Ich seh’n mich so nach deinem Po! - 1987: Sieger - 1987: Oh Kondome - 1987: Wann werden wir uns wiederseh’n - 1989: Total - 1990: Fiesta Criminal - 1991: Sei imma höflich! (mit Joesi Prokopetz) - 1991: Sehnsucht in der Nacht - 1992: Leck mich - 1992: Die Zigeunerin - 1993: Ich denk an Sex - 1993: Vorstadtcasanova - 1993: Nahaufnahme - 1993: Wie woa Weihnachten (Version ’93) - 1994: Ich... bin der Mörder (HaHaHaHaHa) - 1994: Alt + jung (mit Wolfgang Ambros, Gert Steinbäcker & Kurt Ostbahn) - 1995: Mei’Gitar’ - 1996: Say It In English (Danzer, Bäer, Baum) - 1996: Das Tor zur Geschichte - 1997: Free Again (Shrinked Version) - 2002: Don Qijote (Radio-Version) - 2003: Frieden (Limited Edition) - 2003: Sonne, Mond & Sterne |

## Statistik

### Chartauswertung
|                     | DE    | AT     | CH    |
| ------------------- | ----- | ------ | ----- |
| Nummer-eins-Alben   | DE—DE | AT—AT  | CH—CH |
| Top-10-Alben        | DE—DE | AT8AT  | CH—CH |
| Alben in den Charts | DE3DE | AT28AT | CH1CH |

|                       | DE    | AT    | CH    |
| --------------------- | ----- | ----- | ----- |
| Nummer-eins-Singles   | DE—DE | AT1AT | CH—CH |
| Top-10-Singles        | DE—DE | AT3AT | CH—CH |
| Singles in den Charts | DE—DE | AT6AT | CH—CH |

### Auszeichnungen für Musikverkäufe
Anmerkung: Auszeichnungen in Ländern aus den Charttabellen bzw. Chartboxen sind in ebendiesen zu finden.
| Land/RegionAuszeichnungen für Musikverkäufe (Land/Region, Auszeichnungen, Verkäufe, Quellen) | Gold     | Platin | Verkäufe | Quellen |
| -------------------------------------------------------------------------------------------- | -------- | ------ | -------- | ------- |
| Österreich (IFPI)                                                                            | 3× Gold3 | —      | 70.000   | ifpi.at |
| Insgesamt                                                                                    | 3× Gold3 | —      |          |         |